# Petre Drăgoescu
Petre Drăgoescu (Rumania, 22 de junio de 1962) es un atleta rumano retirado especializado en la prueba de 800 m, en la que consiguió ser subcampeón europeo en pista cubierta en 1985.

## Carrera deportiva
En el Campeonato Europeo de Atletismo en Pista Cubierta de 1985 ganó la medalla de plata en los 800 metros, con un tiempo de 1:49.38 segundos, tras el británico Rob Harrison y por delante del soviético Leonid Masunov.